# Zapasy na Letnich Igrzyskach Olimpijskich 1972 – kategoria do 74 kg w stylu klasycznym
Zmagania mężczyzn do 74 kg to jedna z dziesięciu męskich konkurencji w zapasach w stylu klasycznym rozgrywanych podczas Letnich Igrzysk Olimpijskich 1972. Pojedynki w tej kategorii wagowej odbyły się w dniach 5 – 10 września.

## Zasady[1]
Punktacja opierała się na systemie "złych punktów karnych". Zwycięzca otrzymywał zero punktów za wygraną przez "tusz" (łopatki) lub dyskwalifikację; pół punktu za przewagę techniczną, a jeden za zwycięstwo na punkty. Dwa punkty przyznawano za remis, a dwa i pół za remis i pasywność. Za porażkę na punkty zawodnik otrzymywał trzy punkty. Przegrana przez przewagę techniczną skutkowała 3,5 punktami karnymi, a za łopatki lub dyskwalifikację przyznawano 4 punkty karne. Uzyskanie sześciu lub więcej punktów eliminowało zapaśnika z turnieju. Najlepsza trójka walczyła w rundzie finałowej.

## Klasyfikacja[2]
| Pozycja | Nazwisko             | Kraj              |
| ------- | -------------------- | ----------------- |
| 1       | Vítězslav Mácha      | Czechosłowacja    |
| 2       | Petros Galaktopulos  | Grecja            |
| 3       | Jan Karlsson         | Szwecja           |
| 4       | Iwan Kolew           | Bułgaria          |
| 5       | Momir Kecman         | Jugosławia        |
| 6       | Daniel Robin         | Francja           |
| 7       | Klaus Pohl           | NRD               |
| 8       | Werner Schröter      | RFN               |
| 9       | Eero Tapio           | Finlandia         |
| 10      | Franz Berger         | Austria           |
| 11      | Jiichiro Date        | Japonia           |
| 11      | Stanisław Krzesiński | Polska            |
| 11      | Mehmet Türüt         | Turcja            |
| 14      | Wiktor Igumenow      | ZSRR              |
| 15      | Miklós Hegedűs       | Węgry             |
| 15      | Marcel Vlad          | Rumunia           |
| 15      | Gary Neist           | Stany Zjednoczone |
| 18      | Robert Blaser        | Szwajcaria        |
| 19      | Nestor González      | Argentyna         |
| 19      | Constant Bens        | Belgia            |

## Wyniki

### Pierwsza runda[3]
| Zwycięzca            | Punkty karne | Wynik     | Przegrany       | Punkty karne |
| -------------------- | ------------ | --------- | --------------- | ------------ |
| Iwan Kolew           | 1            | Na punkty | Vítězslav Mácha | 3            |
| Mehmet Türüt         | 0            | Łopatki   | Nestor González | 4            |
| Stanisław Krzesiński | 2            | Remis     | Werner Schröter | 2            |
| Jiichirō Date        | 0            | Łopatki   | Miklós Hegedűs  | 4            |
| Jan Karlsson         | 1            | Na punkty | Marcel Vlad     | 3            |
| Momir Kecman         | 1            | Na punkty | Gary Neist      | 3            |
| Petros Galaktopulos  | 0            | Łopatki   | Constant Bens   | 4            |
| Wiktor Igumenow      | 1            | Na punkty | Franz Berger    | 3            |
| Eero Tapio           | 0,5          | Przewaga  | Robert Blaser   | 3,5          |
| Daniel Robin         | 0            | Łopatki   | Klaus Pohl      | 4            |

### Druga runda[4]
| Zwycięzca            | Punkty karne | Wynik     | Przegrany           | Punkty karne |
| -------------------- | ------------ | --------- | ------------------- | ------------ |
| Vítězslav Mácha      | 3            | Łopatki   | Nestor González     | 8            |
| Iwan Kolew           | 1,5          | Przewaga  | Mehmet Türüt        | 3,5          |
| Werner Schröter      | 4            | Remis     | Miklós Hegedűs      | 6            |
| Stanisław Krzesiński | 3            | Na punkty | Jiichirō Date       | 3            |
| Jan Karlsson         | 2            | Na punkty | Gary Neist          | 6            |
| Momir Kecman         | 2            | Na punkty | Marcel Vlad         | 6            |
| Wiktor Igumenow      | 3            | Remis     | Petros Galaktopulos | 2            |
| Franz Berger         | 3            | Łopatki   | Constant Bens       | 8            |
| Klaus Pohl           | 4            | Łopatki   | Robert Blaser       | 7,5          |
| Daniel Robin         | 2            | Remis     | Eero Tapio          | 2,5          |

### Trzecia runda[5]
| Zwycięzca           | Punkty karne | Wynik       | Przegrany            | Punkty karne |
| ------------------- | ------------ | ----------- | -------------------- | ------------ |
| Vítězslav Mácha     | 3,5          | Przewaga    | Mehmet Türüt         | 7            |
| Werner Schröter     | 5            | Na punkty   | Iwan Kolew           | 4,5          |
| Jan Karlsson        | 2            | Łopatki     | Stanisław Krzesiński | 7            |
| Momir Kecman        | 2            | Łopatki     | Jiichirō Date        | 7            |
| Petros Galaktopulos | 3            | Na punkty   | Franz Berger         | 6            |
| Klaus Pohl          | 5            | Na punkty   | Eero Tapio           | 5,5          |
| Daniel Robin        | 2            | Bez walki   |                      |              |
| Wiktor Igumenow     | 9            | Wycofał się |                      |              |

### Czwarta runda[6]
| Zwycięzca           | Punkty karne | Wynik     | Przegrany       | Punkty karne |
| ------------------- | ------------ | --------- | --------------- | ------------ |
| Vítězslav Mácha     | 4,5          | Na punkty | Daniel Robin    | 5            |
| Iwan Kolew          | 5,5          | Na punkty | Jan Karlsson    | 5            |
| Momir Kecman        | 4,5          | Remis     | Werner Schröter | 7,5          |
| Petros Galaktopulos | 3            | Łopatki   | Eero Tapio      | 9,5          |
| Klaus Pohl          | 5            | Bez walki |                 |              |

### Piąta runda[7]
| Zwycięzca           | Punkty karne | Wynik     | Przegrany    | Punkty karne |
| ------------------- | ------------ | --------- | ------------ | ------------ |
| Vítězslav Mácha     | 5,5          | Na punkty | Klaus Pohl   | 8            |
| Iwan Kolew          | 6,5          | Na punkty | Daniel Robin | 8            |
| Jan Karlsson        | 6            | Na punkty | Momir Kecman | 7,5          |
| Petros Galaktopulos | 3            | Bez walki |              |              |

### Runda finałowa[8]
| Zwycięzca       | Punkty karne | Wynik     | Przegrany           | Punkty karne |
| --------------- | ------------ | --------- | ------------------- | ------------ |
| Vítězslav Mácha |              | Na punkty | Petros Galaktopulos |              |